# Niele Toroni

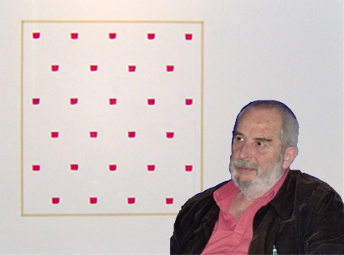
Niele Toroni (1995)

Niele Toroni (* 15. März 1937 in Muralto bei Locarno) ist ein Schweizer Konzeptkünstler des Minimalismus und der analytischen Malerei.

## Leben und Werk
Der ausgebildete Lehrer liess sich 1959 in Paris nieder, um sich der Malerei zu widmen. Dort schloss er sich 1966 mit Daniel Buren und Michel Parmentier (* 1938) zu einer Künstlergemeinschaft zusammen, zu der sich etwas später Olivier Mosset gesellte. Im Jahr 1967 organisierte die kurzlebige und erst nach ihrer Auflösung von der Kritik BMPT (Buren, Mosset, Parmentier, Toroni) genannte Gruppe vier manifestations (frz.: Demonstration, Kundgebung) betitelte Veranstaltungen, mittels der die vier Künstler ihrer strikten Weigerung, durch ihre Kunst eine Botschaft zu vermitteln oder eine Gefühlsregung hervorzurufen, sowie ihrer radikale Ablehnung jeglicher künstlerischer Ideologie Ausdruck gaben und den gesamten Kunstbetrieb in Frage stellten. Toroni blieb dieser Auffassung der Kunst treu. Seit Beginn seiner künstlerischen Tätigkeit und bis zum heutigen Tag malt er ausschliesslich ein- oder mehrfarbige, mit dem gleichen Pinselmodell (n° 50) in regelmässigen Abständen (30 cm) auf einen meist weissen Bildträger aufgetragene Abdrücke (empreintes).

## Auszeichnungen
- 1995: Grand Prix National de la Peinture en France
- 2003: Wolfgang-Hahn-Preis
- 2012: Prix Meret Oppenheim
- 2017: Rubenspreis der Stadt Siegen[1][2]

## Ausstellungen
- 1967: Musée d’art moderne de la Ville de Paris, Salon de la jeune peinture, Paris
- 1967: Musée des Arts décoratifs, Paris
- 1967: Biennale de Paris
- 1982: documenta 7, Kassel
- 1988: Portikus, Frankfurt
- 1992: documenta 9, Kassel
- 1996: Kunsthalle Krems; Chiba City Museum of Art, Tokyo; Musee d’Art Moderne, Saint Etienne
- 1997: CAPC Bordeaux; Marian Goodman Gallery New York
- 2000: Kunstraum Innsbruck
- 2001: Musée d’Art Moderne de la Ville de Paris
- 2002: Museum Kurhaus Kleve; Brigitte March Galerie, Stuttgart
- 2004: Yvon Lambert – New York; Galerie van der Koelen, Mainz
- 2015: Swiss Institute, New York
- 2017: Museum für Gegenwartskunst Siegen

## Werke in öffentlichen Sammlungen
- Museum für Gegenwartskunst (Siegen)
- Migros Museum für Gegenwartskunst
- MoMA New York